# IC 1543
IC 1543 је спирална галаксија у сазвјежђу Андромеда која се налази на листи објеката дубоког неба у Индекс каталогу.
Деклинација објекта је + 21° 51' 56" а ректасцензија 0h 20m 55,6s. Привидна величина (магнитуда) објекта IC 1543 износи 13,5 а фотографска магнитуда 14,3. IC 1543 је још познат и под ознакама UGC 198, MCG 4-2-2, CGCG 479-2, IRAS 00183+2135, PGC 1333.